# Catenulaceae
Famille
Les Catenulaceae sont une famille d'algues de l'embranchement des Bacillariophyta (Diatomées), de la classe des Bacillariophyceae et de l’ordre des Thalassiophysales.

## Étymologie
Le nom de la famille vient du genre type Catenula, formé du préfixe caten-, chaine, et du suffixe latin -ula, petite.

## Liste des genres
Selon AlgaeBase (15 juin 2022) :
- Amphora Ehrenberg ex Kützing, 1844
- Catenula Mereschkowsky, 1903  genre type
- Catenulopsis Kryk, Witowski, Kociolek & Mayama, 2021
- Clevamphora Mereschkowsky, 1903

## Systématique
Le nom correct complet (avec auteur) de ce taxon est Catenulaceae Mereschkowsky, 1902.